# Zwarte Lente (Cuba)

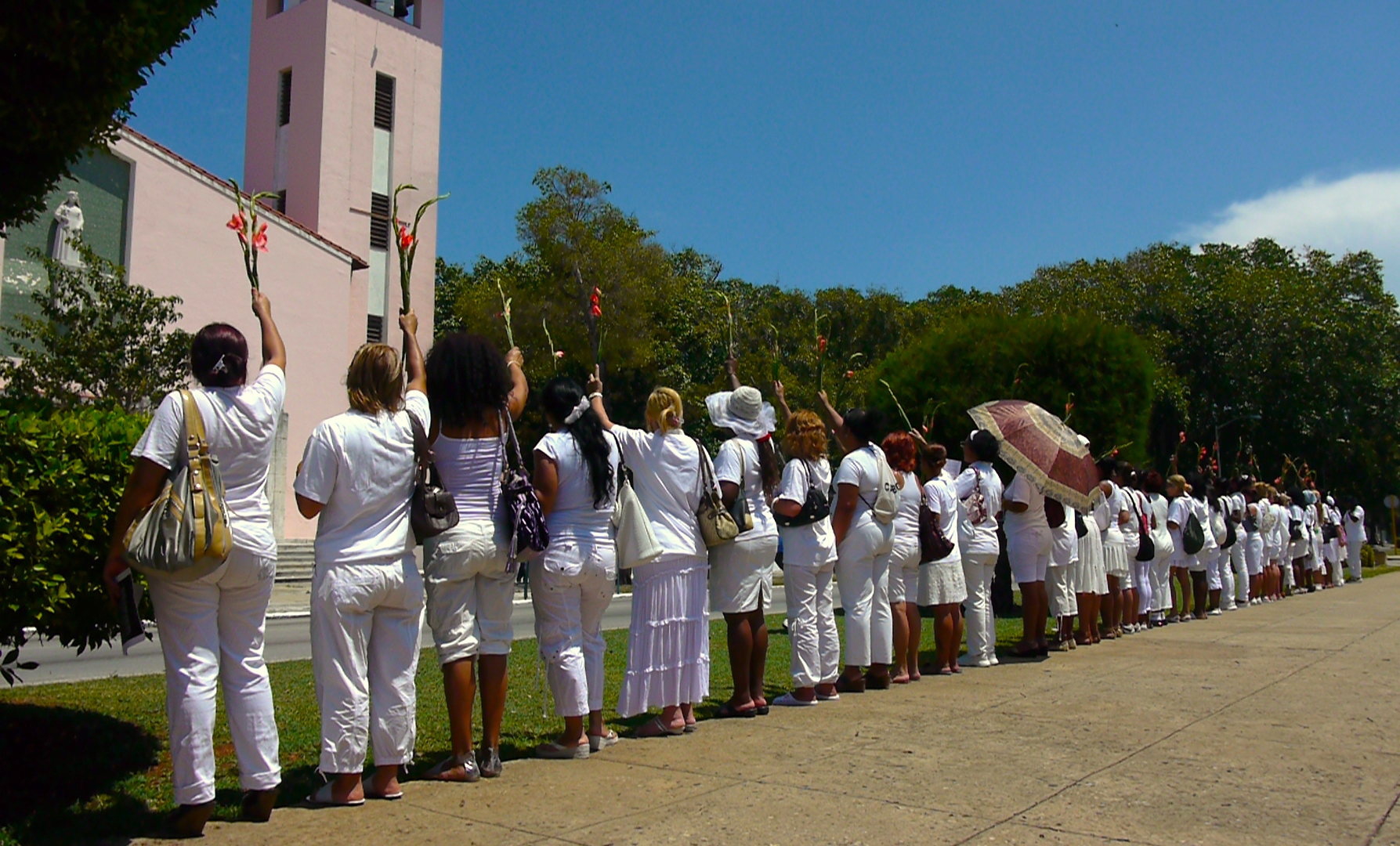
Demonstratie van Dames in het Wit

Zwarte Lente verwijst in Cuba naar de arrestatiegolf van dissidenten die plaatsvond in 2003.
Tijdens de Zwarte Lente werden 75 Cubaanse dissidenten gearresteerd, waaronder 29 journalisten, maar ook bibliothecarissen en activisten voor mensenrechten en democratie. Ze werden beschuldigd te handelen als agenten voor de Verenigde Staten. De arrestatiegolf begon op 18 maart en duurde twee dagen.
De vrouwen van gevangengenomen activisten hebben zich verenigd in de beweging met de naam Dames in het Wit. Zij ontvingen in 2005 de Sacharovprijs voor de vrijheid van denken van het Europees Parlement.

## Vrijlating
In de jaren na de gevangenneming werd volgehouden druk uitgeoefend door buitenlandse organisaties. De Rooms-Katholieke Kerk heeft hier een belangrijke rol gespeeld. Door haar tussenkomst konden de meesten de gevangenis verlaten onder voorwaarde van ballingschap in een ander land.
Een aantal gedetineerden stemden echter niet in met een gedwongen ballingschap en bleven opgesloten tot het voorjaar van 2011.
In de eerste maanden van 2011 stapte de Cubaanse overheid af van de eis van ballingschap en begon allen vrij te laten. Als laatsten. werden Jose Ferrer en Felix Navarro, die beiden in 2003 tot 25 jaar gevangenisstraf waren veroordeeld, vrijgelaten.       

## Gevangenen
De volgende Cubanen werden opgepakt. Achter de naam de lengte van de gevangenisstraf:
- Nelson Aguiar Ramírez 13 jaar (vrijgelaten op 8 april 2009)
- Osvaldo Alfonso Valdés 18 jaar
- Pedro Pablo Alvarez Ramos 25 jaar
- Pedro Argüelles Morán 20 jaar
- Víctor Rolando Arroyo Carmona 26 jaar
- Mijail Bárzaga Lugo 15 jaar
- Margarito Broche Espinosa 25 jaar
- Marcelo Cano Rodríguez 18 jaar
- Roberto de Miranda 20 jaar
- Carmelo Díaz Fernández 15 jaar
- Eduardo Díaz Fleitas 21 jaar
- Antonio Díaz Sánchez 20 jaar
- Alfredo Domínguez Batista 14 jaar
- Óscar Espinosa Chepe 20 jaar (vrijgelaten op 29 november 2004; overleden op 23 september 2013)
- Alfredo Felipe Fuentes 26 jaar
- Efrén Fernandéz Fernandéz 12 jaar
- Adolfo Fernández Sainz 15 jaar
- José Daniel Ferrer García 25 jaar
- Luis Enrique Ferrer García 28 jaar
- Orlando Fundora Álvarez 18 jaar
- Próspero Gaínza Agüero 25 jaar
- Miguel Galván Gutiérrez 26 jaar
- Julio César Gálvez Rodríguez 15 jaar
- Edel José García Díaz 15 jaar
- José Luis García Paneque 24 jaar
- Ricardo González Alfonso 20 jaar (vrijgelaten op 12 juli 2010)
- Diosdado González Marrero 20 jaar
- Léster González Pentón 20 jaar
- Alejandro González Raga 14 jaar (vrijgelaten op 16 februari 2008)
- Jorge Luis González Tanquero 20 jaar
- Leonel Grave de Peralta 20 jaar
- Iván Hernández Carrillo 25 jaar
- Normando Hernández González 25 jaar
- Juan Carlos Herrera Acosta 20 jaar
- Regis Iglesias Ramírez 18 jaar
- José Ubaldo Izquierdo Hernandez 16 jaar
- Reinaldo Labrada Pena 6 jaar
- Librado Linares García 20 jaar
- Marcelo López Bañobre 15 jaar
- José Miguel Martínez Hernández 13 jaar
- Héctor Maseda Gutiérrez 20 jaar
- Luis Milán Fernández 13 jaar
- Nelson Moliné Espino 20 jaar
- Angel Moya Acosta 20 jaar
- Jesús Mustafá Felipe 25 jaar
- Felix Navarro Rodríguez 25 jaar
- Jorge Oliveira Castillo 18 jaar
- Pablo Pacheco Avila 20 jaar
- Héctor Palacios Ruíz 25 jaar
- Arturo Pérez de Alejo Rodríguez 20 jaar
- Omar Pernet Hernández 25 jaar (vrijgelaten op 16 februari 2008)
- Horacio Pina Borrego 20 jaar
- Fabio Prieto Llorente 20 jaar
- Alfredo Pulido López 14 jaar
- José Gabriel Ramón Castillo 20 jaar (vrijgelaten op 16 februari 2008)
- Arnaldo Ramos Lauzerique 18 jaar
- Blas Giraldo Reyes Rodríguez 25 jaar
- Raúl Rivero Castañeda 20 jaar (vrijgelaten in 2004)
- Alexis Rodríguez Fernández 15 jaar
- Omar Rodríguez Saludes 27 jaar
- Marta Beatriz Roque Cabello 20 jaar
- Omar Ruiz Hernández 18 jaar
- Claro Sanchéz Altarriba 18 jaar
- Ariel Sigler Amaya 20 jaar
- Guido Sigler Amaya 20 jaar
- Ricardo Enrique Silva Gual 10 jaar
- Fidel Suárez Cruz 20 jaar
- Manuel Ubals González 20 jaar
- Julio Antonio Valdés Guevara 20 jaar
- Miguel Valdés Tamayo 15 jaar
- Héctor Raúl Valle Hernández 12 jaar
- Manuel Vázquez Portal 18 jaar (vrijgelaten op 23 juni 2009)
- Antonio Augusto Villareal Acosta 15 jaar
- Orlando Zapata Tamayo 18 jaar (overleden op 23 februari 2010)